# Sărăcia în rândul femeilor

## Sărăcia în rândul femeilor
La nivelul întregii Uniuni Europene, femeile sunt mult mai expuse riscului de sărăcie și excluziune socială decât bărbații, în principal din cauza veniturilor mai mici ale acestora. Statisticile europene arată că în perioada 2005-2011, riscul de sărăcie sau excluziune socială a suferit o scădere mai accentuată în România (-3,3 la sută) decât în UE27 (-0,3 la sută). Cu toate acestea, 40,3 la sută din populația României era expusă riscului de sărăcie sau excluziune socială (față de 24,1 la sută media europeană), iar ponderea femeilor expuse riscului de sărăcie sau excluziune socială a fost mai mare decât cea a bărbaților aflați în aceeași situație (42,06 la sută, respectiv 39,42 la sută)

## Funcții ocupate de femei
Probleme privind egalitatea de gen apar și în cazul funcțiilor publice ocupate de femei.
Astfel, în urma unei analize a participării femeilor și bărbaților la alegerile locale din luna iulie 2012, a reieșit faptul că femeile ocupă în proporție de numai 5,95 la sută funcții publice alese, iar la alegerile parlamentare din decembrie 2012, ponderea femeilor - de 11,5 la sută - a înregistrat o ușoară creștere față de vechiul legislativ 2008 - 2012, în care femeile ocupau un procent de 9,8 la sută din totalul numărului de parlamentari. În comparație, la nivelul UE, 24 la sută dintre parlamentari sunt femei, reprezentând o creștere cu 16 la sută față de situația înregistrată cu 10 ani în urmă.

## Femeile în funcții de decizie
Potrivit bazei de date a Comisiei Europene cu privire la situația femeilor și a bărbaților în poziții de decizie, în cadrul administrațiilor publice centrale din statele membre ale UE, ponderea femeilor a crescut: dacă în 2003 procentul înregistrat era de 25,5 la sută, în anul 2011 era de 34,5 la sută, iar în 2012, de 33 la sută. În România, ponderea reprezentării femeilor în poziții decizionale, la ambele niveluri, crește de la 27 la sută în 2003 la 56 la sută în 2011 și, în concordanță cu tendința descrescătoare înregistrată și la nivelul Uniunii Europene, la 51 la sută în 2012. În fapt, se constată că procentul femeilor care ocupă poziții de decizie în administrația publică centrală depășește semnificativ media generală din UE, fapt care situează țara noastră, la acest indicator, printre primele locuri în ierarhia europeană.

## Priorități la nivel european
La nivel european, prioritățile în domeniul egalității de gen asumate prin Strategia pentru egalitatea de șanse între femei și bărbați sunt: independența economică a femeii, plată egală pentru muncă de valoare egală, participarea echilibrată a femeilor și bărbaților la procesul de decizie și demnitate, integritate și combaterea violenței de gen.

## Căsătoria
În 1980, o femeie din România se căsătorea pentru prima dată la vârsta de 22 de ani, iar un bărbat la 25 de ani. În 2015, vârsta medie a femeilor la prima căsătorie a fost de 27,4 ani, iar a bărbaților de 30,6 ani. 
Amânarea cu 5,5 ani, în medie, a căsătoriei în ultimii 35 de ani reprezintă o schimbare care are la origini mai multe motive, pornind de la dorința femeilor de a-și dezvolta o carieră până la nesiguranța dată de nivelul scăzut de trai al tinerilor.
- Vârsta medie la prima căsătorie a unui bărbat din mediul urban este de 32,9 ani, iar a unuia din mediul rural este de 31,2 ani
- Vârsta medie a femeii la prima căsătorie este de 29,9 ani în mediul urban și de 27,3 ani în mediul rural
- În București există cea mai ridicată vârstă a populației aflate la prima căsătorie: 34,4 ani la bărbați și 31,4 ani la femei
- În Maramureș există cea mai scăzută vârstă a bărbaților aflați la prima căsătorie, de 30,5 ani, în timp ce femeile din Bistrița- Năsăud au cea mai redusă vârstă la prima căsătorie – 26,9 ani
- În mediul urban, bărbații din Cluj au cea mai mare vârstă la prima căsătorie – 34,5 ani, pe când cei din mediul urban din Sălaj se căsătoresc la o vârstă de numai 30,6 ani
- Tot raportat la orașe, femeile din Cluj au cea mai ridicată vârstă la prima căsătorie – 31,7 ani, iar cea mai scăzută vârstă la prima căsătorie în rândul femeilor

de la oraș este în Bistrița-Năsăud, de 26,9 ani.